# 善明堤の戦い
善明堤の戦い（ぜんみょうつつみのたたかい）は、永禄4年（1561年）4月15日に三河国（現・愛知県）において松平元康（後の徳川家康）と吉良義昭との間で起った戦い。今川氏から独立した家康の三河統一事業の過程で起きた合戦の1つである。

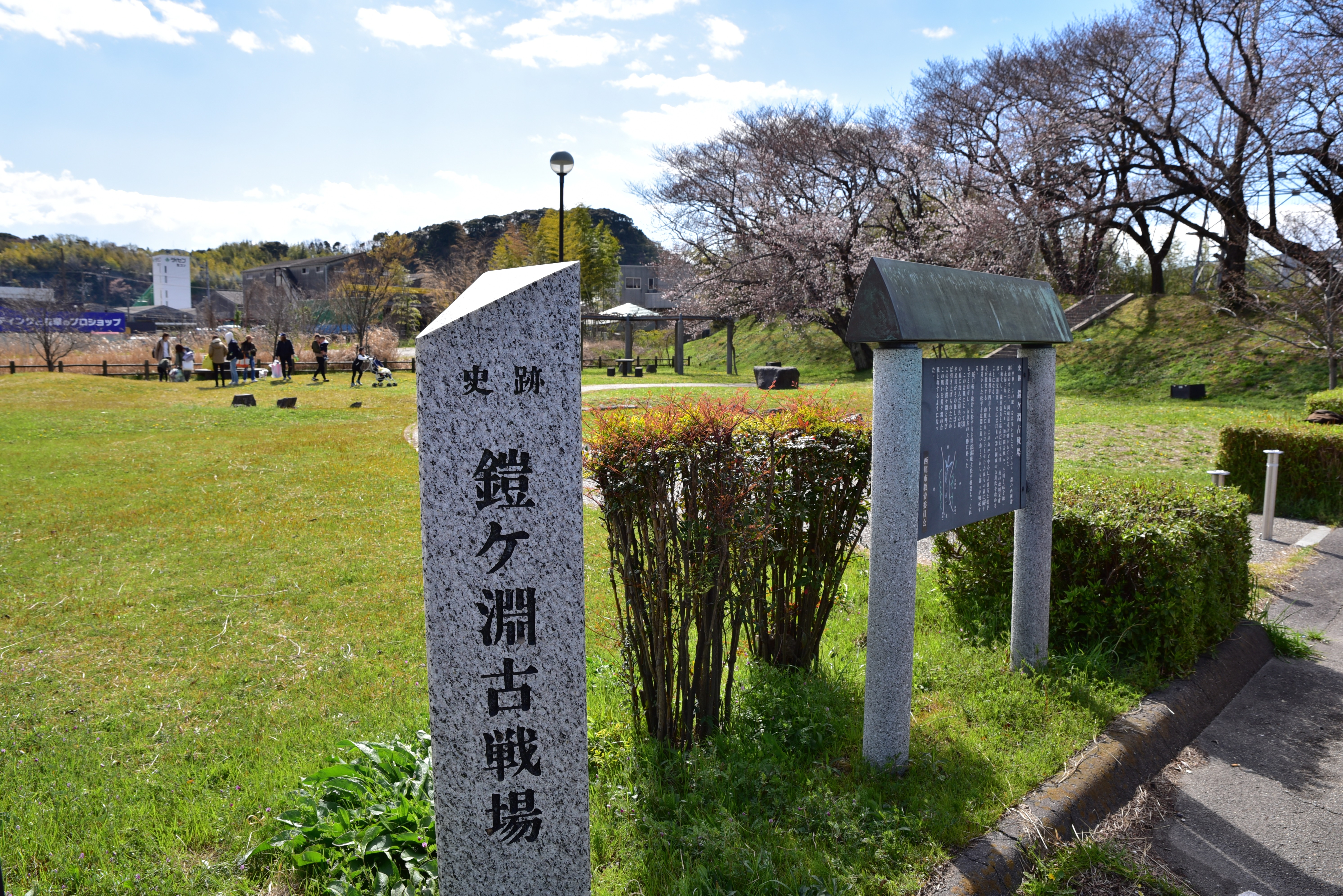
鎧ヶ淵古戦場跡地

## 東条城攻防戦
駿河国の戦国大名・今川義元の死後、独立した松平氏当主・松平元康が三河統一事業に敵対していたのが、三河の名族・吉良氏であった。
吉良義昭は、自らの居城・西尾城を家人に任せ、東条の城に入った。この城の正面になったのが、深溝松平氏二代目・松平好景の居城である深溝城であった。松平好景は中島城（現・愛知県岡崎市中島町後屋敷）へ入り、東条の城を牽制する形を取った。永禄4年（1561年）2月に家康自ら東条城を攻めたが、義昭はよく戦い、東条の城は落ちなかった。

## 参加武将
松平軍
- 松平元康
- 松平好景
- 本多広孝
- 松平康親
- 酒井忠尚

吉良軍
- 吉良義昭
- 富永忠元
- 山岡薬医

## 松平好景の戦死
そして永禄4年（1561年）4月15日、吉良義昭は一計を案じ、富永忠元に数百騎を授け、酒井忠尚が守る城、上野城（現・愛知県豊田市）を攻めさせた。家康から指示を受けた好景は、康忠と嫡男伊忠を出動させ、深溝城へ戻った。その隙を突いて、吉良義昭は中島城を攻めた。好景はすぐに留守の一族・家臣僅か50余騎を率いて、中島へ向かった。散々に敵を蹴散らした後、敗走する吉良軍を追撃した。しかし、吉良方の忠元は軍を返し、吉良軍を追撃する好景をさらに追撃し、好景の退路を断った。吉良領で、好景等は伏兵に行く手を遮られ、吉良勢に囲まれた。勇戦して、敵中を切り抜け中島へ戻ろうとしたが、好景始め一族の者21人、家臣等34人全員倒れ、生還者はいなかったという。
この場所は後に鎧ヶ淵古戦場とも呼ばれるようになった。好景が討たれた場所は、善明堤近く（下永良）。胴塚がある。

## その後
この戦いで元康は好景の他、板倉好重（板倉勝重の父）など、多くの一族、家臣を失ったものの、後に藤波畷の戦いで吉良氏の排除に成功し、さらに鵜殿氏など今川方の勢力や一向一揆との争いも勝ち抜いて三河統一に成功した。
なお、松平好景の跡は松平伊忠が継いだ。伊忠は長篠の戦いで活躍したものの戦死している。

## 異説（弘治2年説）
この戦いは、通説では永禄4年（1561年）4月15日に起こったとされている。しかし、『松平記』では弘治2年（1556年）の出来事としており、松平好景の孫である松平家忠が書いた『家忠日記』の天正6年（1578年）3月4日の条に好景の23回忌の追善供養をした記事（「祖父大炊助二十三年の心さし候」）がある。弘治2年説を取った場合、前掲『松平記』に同年4月頃、吉良義昭が今川義元に背いて織田信長と結んだとあるため、戦いの性格も「松平　対　今川（吉良）」から「今川（松平）　対　織田（吉良）」という図式に変わって来る。
また、『松平記』にある弘治年間の戦い時の吉良氏当主は吉良義昭ではなく、兄吉良義安であったとする説もある。